# Kill Me Again
Kill Me Again is een  Amerikaanse neo noir-thriller uit 1989, geregisseerd door John Dahl, met Val Kilmer, Joanne Whalley en Michael Madsen als belangrijkste acteurs. Metro-Goldwyn-Mayer distribueerde de film.

## Verhaal
Fay Forrester (Whalley) is een aantrekkelijke jonge vrouw die wil ontsnappen aan haar gewelddadige vriendje Vince (Madsen). Ze huurt Jack Andrews (Kilmer) in, een tweedrangs privédetective, om haar te 'doden'. Ze wil daarna met het geld dat ze kreeg als hulpje bij Vinces bankroven haar leven opnieuw opstarten met een nieuwe identiteit. Jack heeft echter financiële problemen en zoekt Fay op na haar 'dood'.  Vince komt er zo achter dat Fay nog in leven is. De jacht op Jack, Fay en het geld begint.

## Rolverdeling
| Acteur         | Personage     |
| -------------- | ------------- |
| Val Kilmer     | Jack Andrews  |
| Joanne Whalley | Fay Forrester |
| Michael Madsen | Vince Miller  |
| Jon Gries      | Alan Swayzie  |
| Pat Mulligan   | Sammy         |